# Dovezi independente privind aselenizările Apollo

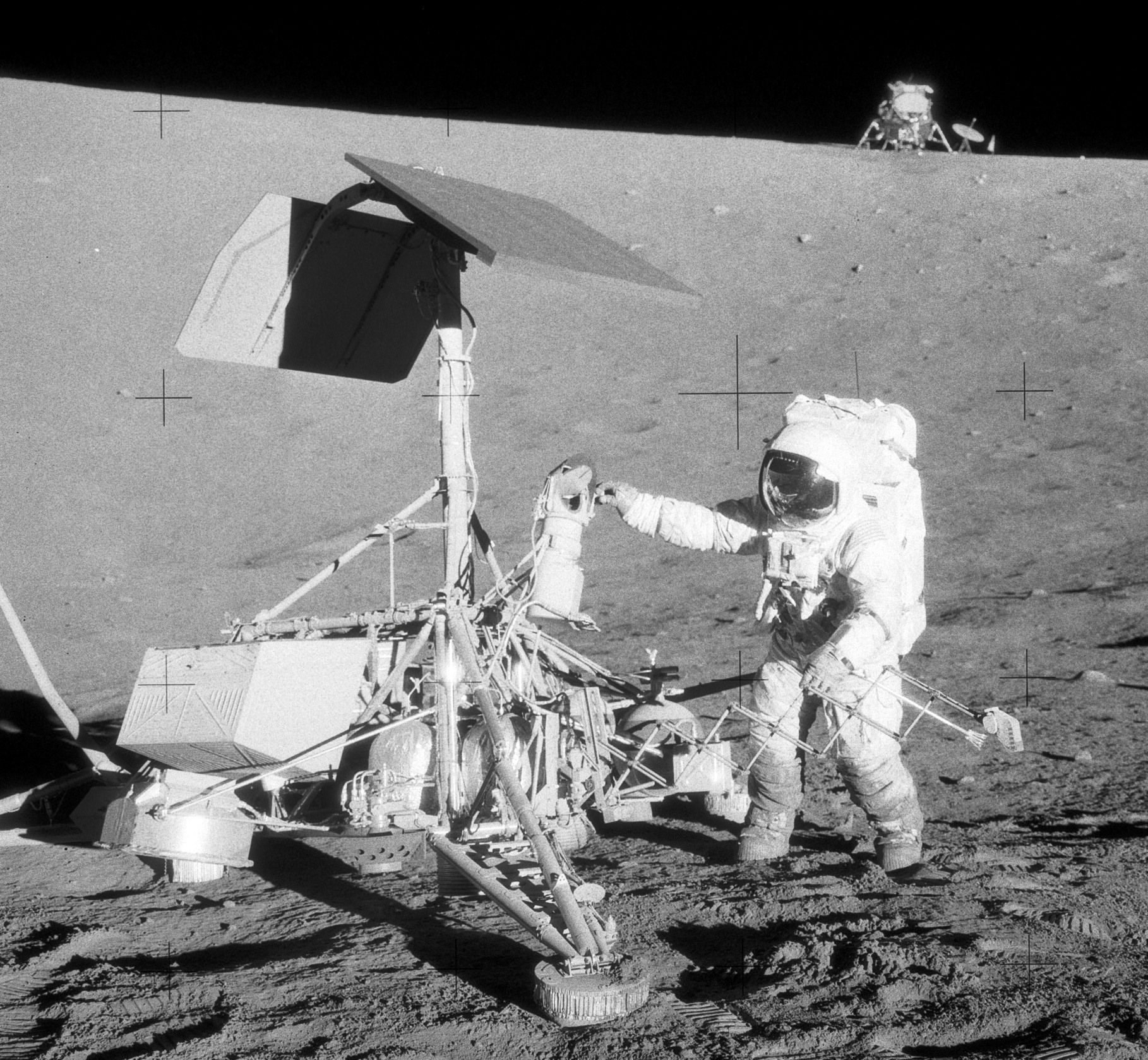
Astronautul lui Apollo 12, Pete Conrad, cu sonda fără echipaj uman Surveyor 3, care aselenizase în 1967. Piese ale sondei Surveyor au fost aduse înapoi pe Pământ de Apollo 12. Camera (lângă mâna dreaptă a lui Conrad) este expusă la National Air and Space Museum.

Acest articol este o listă de dovezi independente privind aselenizările programului Apollo. Acestea sunt dovezi sau analize ale unor probe cu privire la aselenizările programului Apollo care nu provin din partea NASA sau de la guvernul SUA și care nu provin nici din partea teoreticienilor conspirației care aduc acuzații de falsificare a programului Apollo. Aceste dovezi servesc ca o confirmare independentă că americanii au ajuns pe Lună prin intermediul programului Apollo.

## Existența și vârsta rocilor lunare
O cantitate de 382 de kilograme de roci și de praf lunar au fost colectate în timpul misiunilor Apollo 11, 12, 14, 15, 16 și  17. Aproximativ 10 kilograme au fost distruse în timpul sutelor de teste efectuate de către NASA și de către oamenii de știință. Aceste experimente au confirmat vârsta și originea rocilor lunare și au fost folosite la identificarea meteoriților lunari colectați mai târziu din Antarctica. Cele mai vechi roci lunare au până la 4,5 miliarde ani, făcându-le cu 200 milioane de ani mai vechi decât cele mai vechi de pe Pământ, care sunt din era Hadeon și datează de la 3,8 la 4,3 miliarde ani. Rocile aduse de pe Lună de misiunile Apollo sunt foarte apropiate, din punct de vedere al compoziției, cu cele aduse prin intermediul programului sovietic Luna.  O rocă adusă de Apollo 17 a fost datată ca având exact vârsta de 4,417 miliarde de ani, cu o eroare de plus sau minus 6 milioane de ani. Testul a fost făcut de un grup de cercetători conduși de Alexander Nemchin de la Universitatea de Tehnologie din Curtin, Bentley, Australia.

## Retroreflectoare

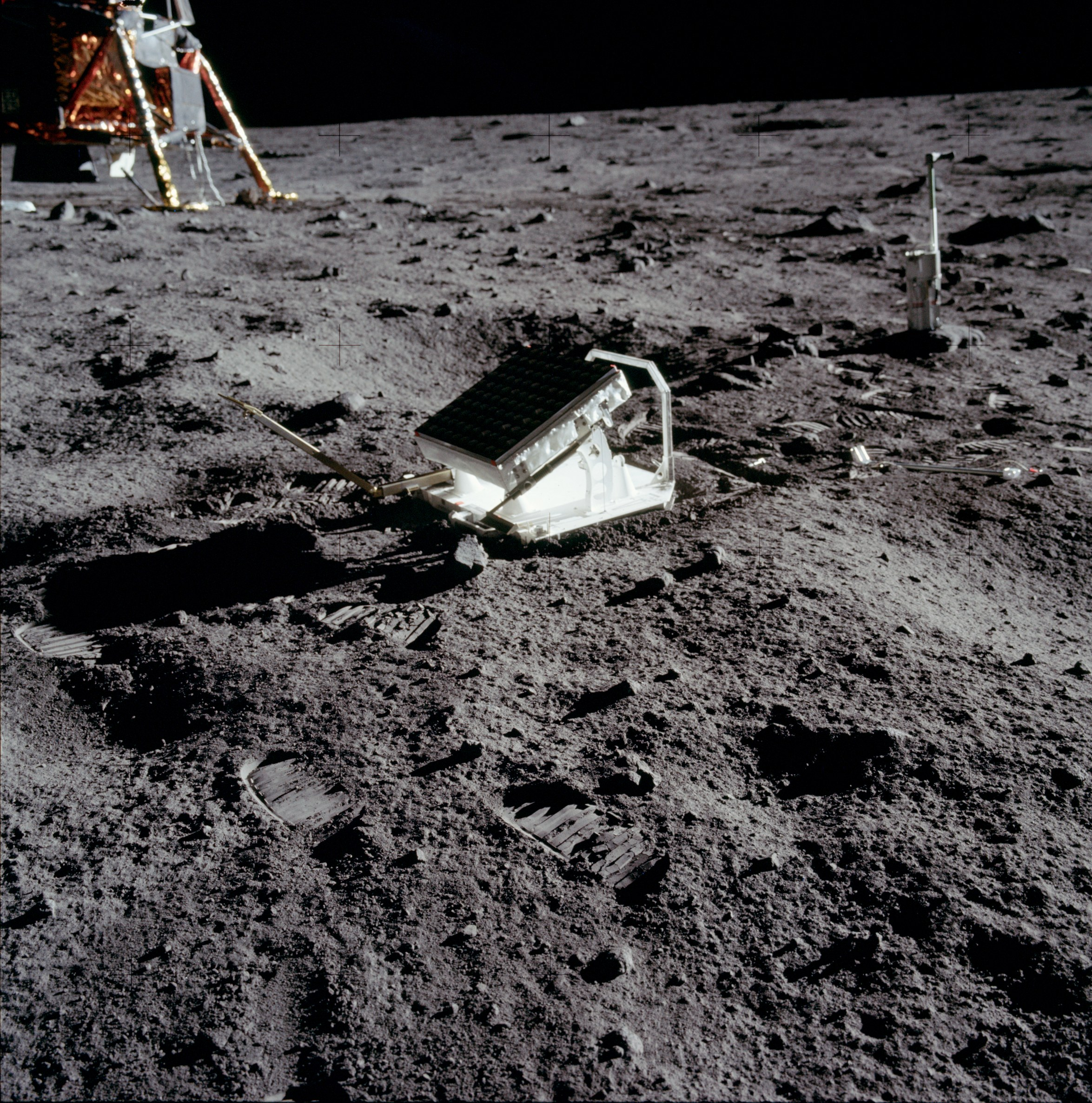
Retroreflectorul pentru experiențe de locație a Lunii cu fascicul laser, lăsat pe Lună de misiunea Apollo 11

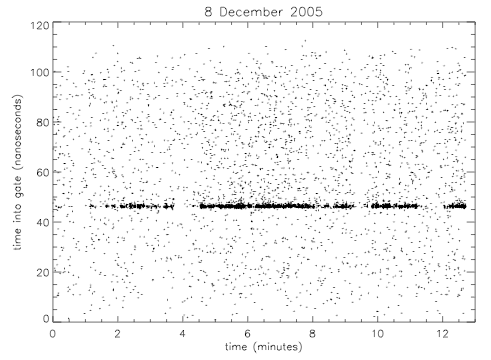
Reprezentarea grafică a intervalului de timp de revenire a fotonilor (axa Y) pentru fiecare din numeroasele pulsuri laser trimise spre Lună (axa X). Aceste date, precum și altele asemănătoare, provenind de la alte locuri de aselenizare, arată că pe Lună se află obiecte confecționate de mâna omului, în locațiile unde au aselenizat misiuni Apollo. Credit: [http://en.wikipedia.org/wiki/Apache_Point_Observatory_Lunar_Laser-ranging_Operation Apache Point Observatory Lunar Laser-ranging Operation

Detectarea pe Pământ a reflexiilor pe retroreflectoare (în engleză, Laser Ranging Retro-Reflector, LRRR), folosind oglinzi montate pe Lună și utilizate ca ținte pentru fasciculele laser trimise de pe Pământ, în experiențe de locație a Lunii cu fascicul laser (în engleză, lunar laser ranging experiment) este o evidență a aselenizărilor.

Citat din biografia lui Neil Armstrong, scrisă de James Hansen (): 
"Pentru acele câteva suflete căzute în eroare, care încă se mai agață de credința că aselenizările nu au avut loc niciodată, examinarea rezultatelor experimentelor de locație cu laser a Lunii, timp de cincizeci de ani ar trebui să evidențieze cât de iluzorie este de fapt respingerea de către ei a aselenizării."
Observatoarele astronomice independente de NASA: Observatoire de la Côte D’Azur, McDonald, Apache Point și Haleakala utilizează frecvent retroreflectorele montate pe lună de misiunile Apollo.  Imaginea din stânga arată ceea ce este considerată drept una dintre cele mai clare dovezi. Experimentul constă în trimiterea de impulsuri laser repetate spre Lună, în locurile unde s-au raportat aselenizări. Punctele arată când fotonii sunt recepționați de pe Lună. Linia neagră arată că un mare număr de fotoni sunt recepționați la un anumit moment, de unde rezultă că aceștia s-au reflectat pe ceva destul de mic (cu dimensiunea sub un metru). Fotonii reflectați pe suprafața Lunii revin într-o gamă de timp mult mai largă (întregul domeniu vertical al graficului corespunde unui domeniu de doar 30 meters).  Concentrarea fotonilor la un anumit moment de timp apare când laserul este orientat spre locurile de aselenizare ale misiunilor Apollo 11, 14, sau 15; oriunde în alte locuri, se observă o distribuție uniformă a acestora. Reflectoarele Apollo sunt încă în uz.
Strict vorbind, deși retroreflectoarele sunt o dovadă puternică a faptului că pe Lună există în prezent obiecte fabricate de oameni, iar locațiile acestora sunt în concordanță cu afirmațiile NASA, acestea nu dovedesc faptul că oamenii au vizitat Luna.  Retroreflectoare de dimensiuni mai mici au fost purtate pe Lună de misiunile fără echipaj uman ale programului sovietic Lunohod: Lunohod 1 și Lunohod 2. Reflectorul lui Lunohod 2 a fost utilizat începând cu 1973.  Locația lui Lunohod 1 a rămas necunoscută pentru aproape 40 de ani, dar el a fost redescoperit în 2010 în fotografii de către Lunar Reconnaissance Orbiter-LRO (navă robot, care orbitează în jurul Lunii) și reflectorul său este și el acum în uz.

## Fotografii

### Misiuni lunare noi

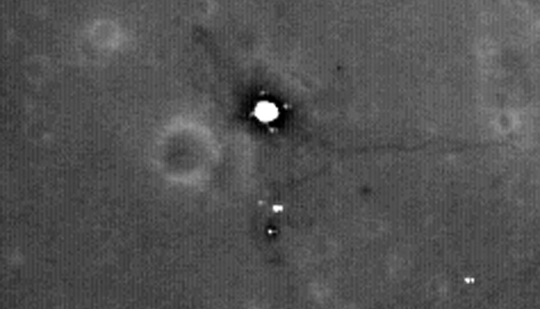
Apollo 11, fotografiat de LRO

Explorările lunare de după misiunile Apollo au localizat și fotografiat diferite obiecte ale programului Apollo, rămase pe suprafața Lunii.
Fotografiile făcute de către misiunea Lunar Reconnaissance Orbiter (LRO), ce a început în iulie 2009, arată treptele de aselenizare, rămase după decolarea celor șase  module lunare Apollo, seturile de instrumente pentru experimente, plasate de echipajele misiunilor (Apollo Lunar Surface Experiment Package -ALSEP), urmele pașilor astronauților și urmele roților vehiculului lunar (Lunar rover). Aceste imagini sunt dovada cea mai puternică pentru respingea teoriilor "farsei aselenizării".  Deși această sondă a fost lansată de NASA, camera foto și interpretarea imaginilor sunt sub controlul unui grup academic - LROC Science Center Operations de la Universitatea de Stat din Arizona, împreună cu multe alte grupuri academice.
După ce au fost obținute imaginile prezentate aici, modulul LRO s-a deplasat pe o orbită mai joasă, pentru a se folosi o rezoluție mai mare a camerei. Toate locațiile au fost re-fotografiate la o rezoluție mai mare.

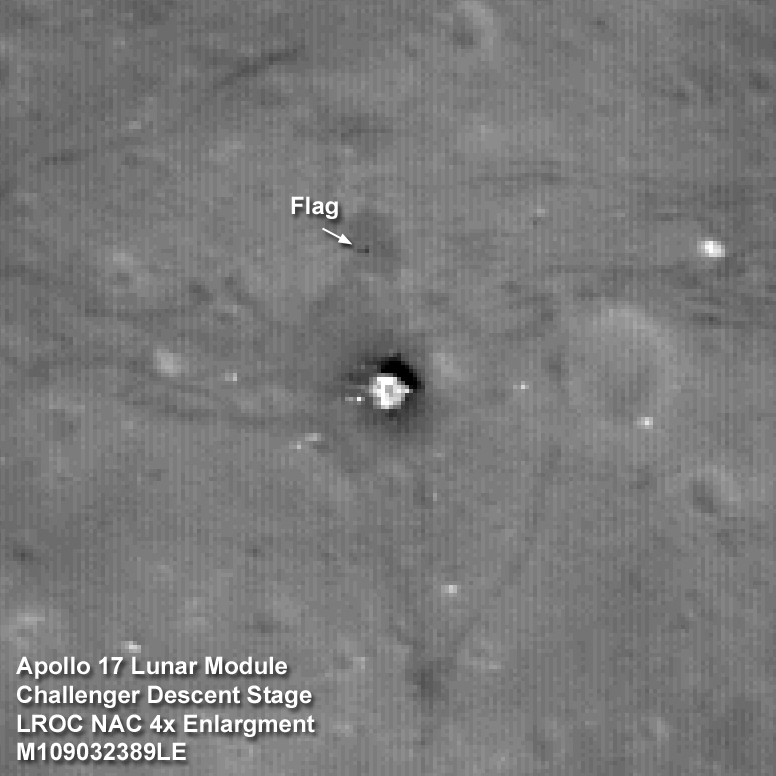
Imagine de rezoluţie mare a locului de aselenizare a lui Apollo 17, care prezintă treapta de aselenizare a modulului lunar Challenger, fotografiat de LRO.
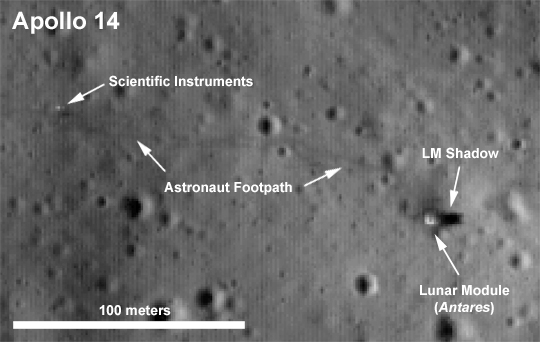
Locul de aselenizare a lui Apollo 14, fotografiat de LRO
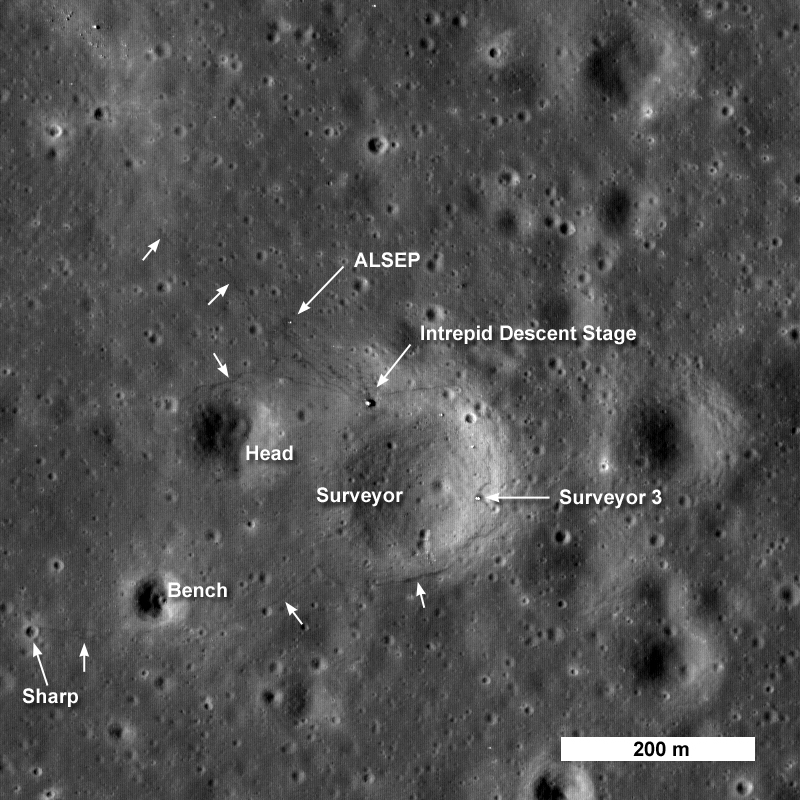
Locul de aselenizare a lui Apollo 12
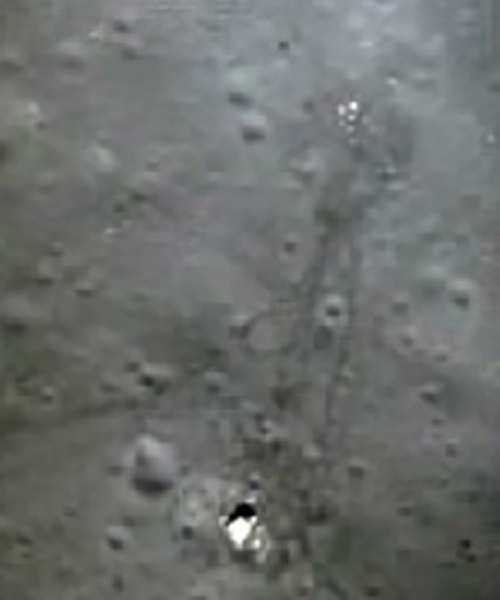
Locul de aselenizare a lui Apollo 15

### Fotografii în ultraviolet

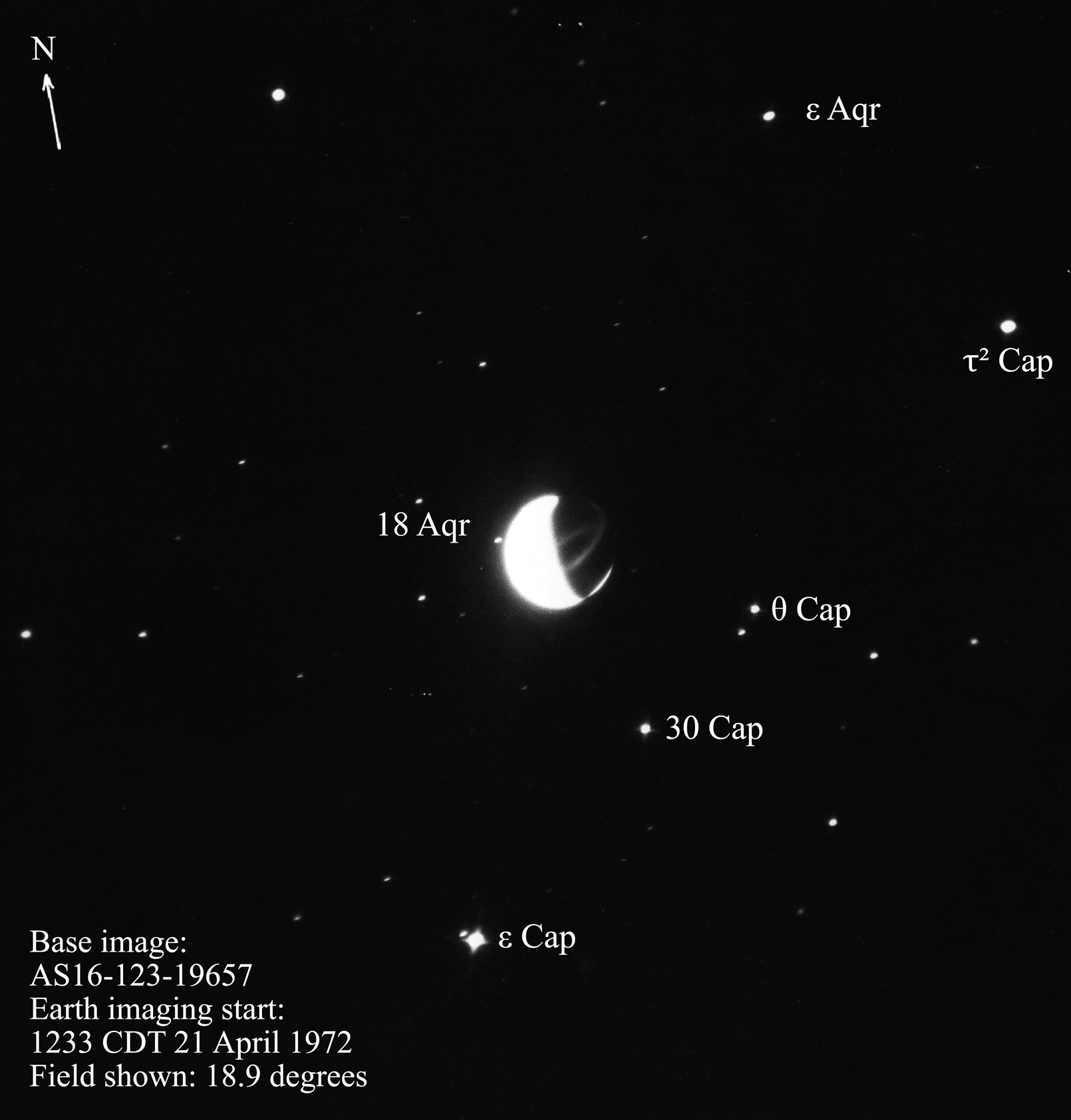
Fotografie cu timp de expunere mare, luată de pe suprafaţa Lunii de Apollo 16, utilizând o cameră specială, în ultraviolet (UV). Ea ne arată Pământul, pe un fond corect de stele (unele etichetate).

Fotografii cu timp de expunere mare au fost făcute cu o cameră specială în ultravioletul îndepărtat de Apollo 16 la 21 aprilie 1972 de pe suprafața Lunii. Unele din aceste fotografii prezintă Pământul pe un fond de stele din constelațiile Capricorn și Vărsător. Mai târziu, satelitul comun belgian/britanic/olandez TD-1A a scanat cerul în căutarea unor stele care sunt mai strălucitoare în lumină UV. Datele obținute de TD-1A cu banda de trecere cea mai îngustă sunt în strâns acord cu fotografiile obținute de Apollo 16.

### Fotografii ale sondei SELENE
În 2008, sonda SELENE, lansată de Agenția Japoneză de Explorare Spațială (JAXA) a obținut mai multe fotografii care dovedesc aselenizările. La stânga sunt două fotografii luate de pe suprafața Lunii de astronautții lui Apollo 15 în iulie sau august 1971. În dreapta este o reconstrucție din 2008 din imaginile luate de camera de teren a lui SELENE și proiectate tridimensional din același unghi de vedere ca al fotografiilor din stânga. Imaginea terenului prezintă o potrivire bună cu imaginea luată de SELENE la o rezoluție a camerei de 10 metri. 

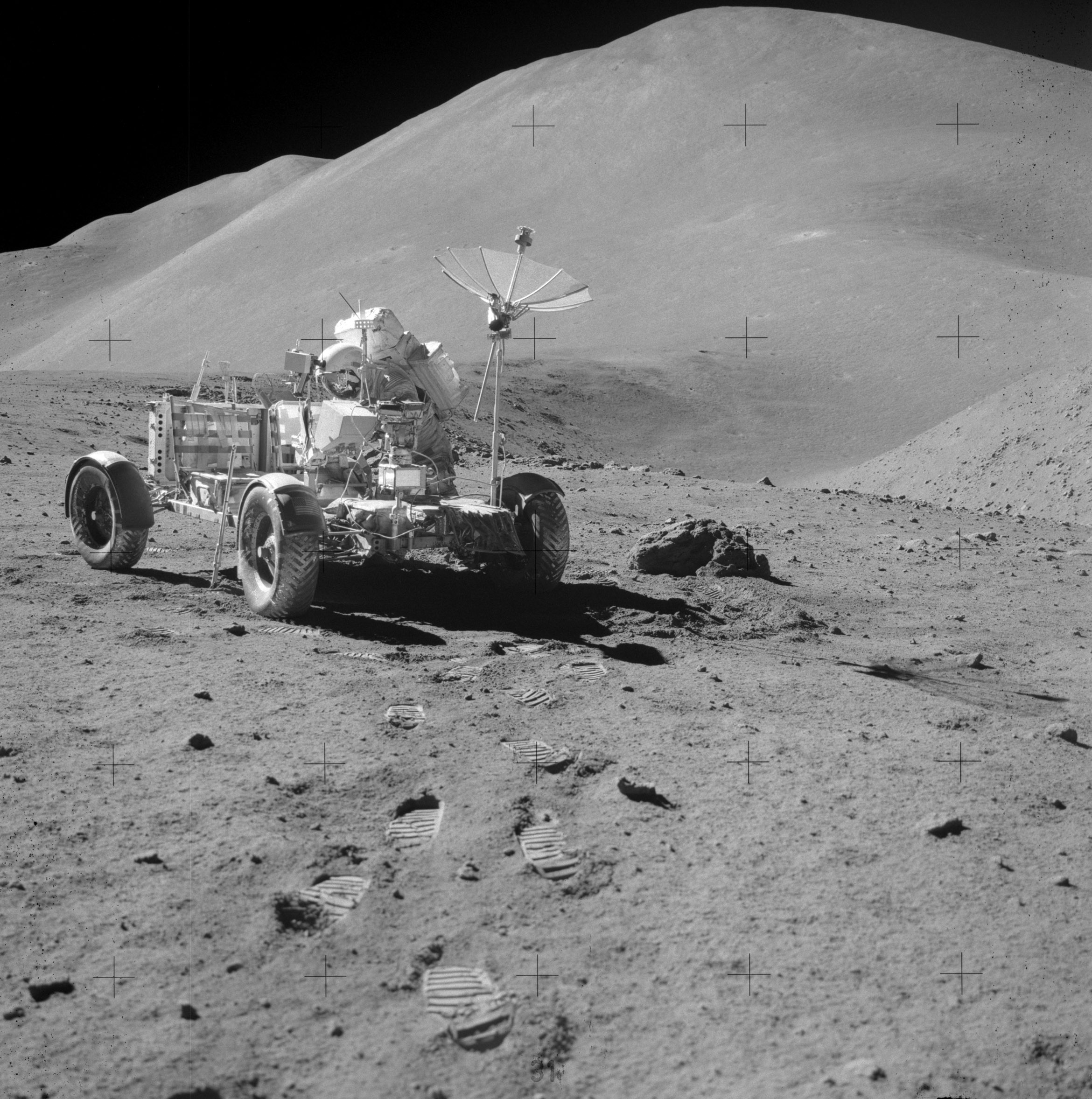
Mobilul lunar Apollo 15
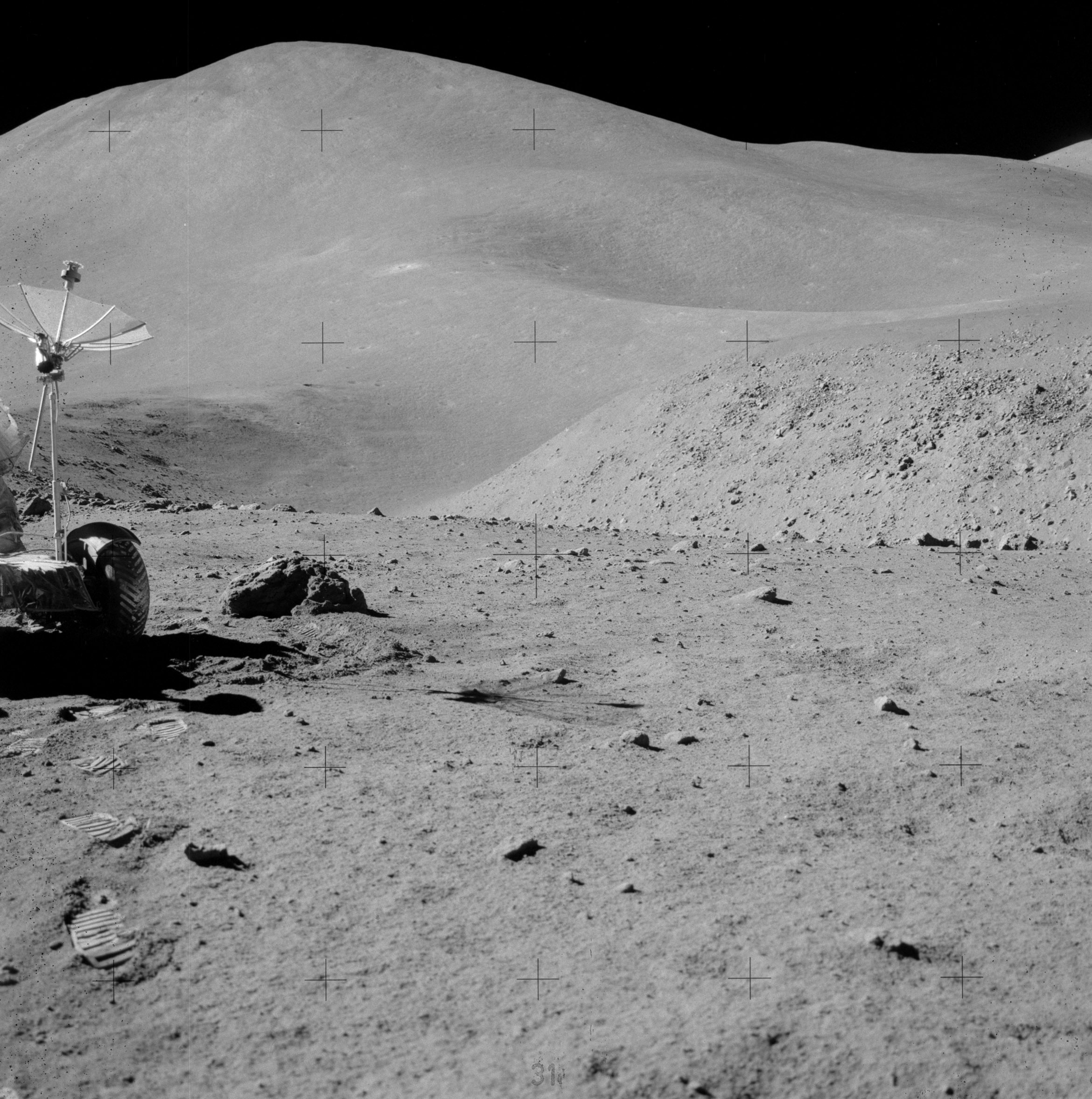
Fotografie Apollo 15

Zona mai deschisă la culoare a prafului de pe suprafața lunară, creată de jetul motorului modulului lunar al lui Apollo 15 la locul de aselenizare a fost fotografiată și confirmată prin analiza comparativă a fotografiilor, în mai 2008. Acestea au o bună corespondență cu fotografiile luate de pe modulul de comandă al lui Apollo 15, prezentând o modificare a reflectivității suprafeței, datorată jetului. Aceasta a fost prima urmă vizibilă a aselenizărilor cu echipaj uman, văzută din spațiu, de la închiderea programului Apollo.

### Chandrayaan-1
Ca și în cazul SELENE, camera de cartografiere terestră a sondei indiene Chandrayaan-1 nu a avut suficientă rezoluție pentru a înregistra obiectele lăsate de misiunile Apollo. Cu toate acestea, la fel ca în cazul SELENE, Chandrayaan-1 a înregistrat în mod independent evidența unui sol mai ușor, deranjat, în jurul locului de aselenizare al lui Apollo 15.

## Misiuni Apollo urmărite de observatori independenți
În afară de NASA, un număr de entități și persoane individuale au observat, prin diferite mijloace, misiunile Apollo, pe măsură ce ele au avut loc. La ultimele misiuni, NASA a realizat informări pentru public, explicând unde observatorii independenți ar putea să se aștepte să vadă diferite nave spațiale la momente specifice, conform orarului de lansare și traiectoriilor planificate.

### Observatori ai tuturor misiunilor
Uniunea Sovietică a monitorizat misiunile la  Corpul de Transmisii Spațiale, care era "complet echipat cu echipament de ultimă generație pentru culegerea informațiilor și supraveghere". Vasili Mișin ("Programul pentru Lună care a dat greș"), în Spaceflight. 33 (martie 1991), paginile 2–3 descrie cum programul sovietic pentru Lună a pierdut din vigoare după aselenizarea misiunii Apollo.
Misiunile erau urmărite prin radar din câteva țări pe traiectoria spre Lună și înapoi.
Rețeaua pentru Zboruri Spațiale cu Echipaj Uman (Manned Space Flight Network, MSFN) a NASA era o rețea de stații la nivel mondial, care a urmărit misiunile Mercury, Gemini, Apollo și Skylab.
Cele mai multe stații MSFN au fost necesare doar în timpul lansării, orbitării circumterestre și fazelor de aterizare ale misiunilor lunare, dar trei stații pentru "spațiul profund", cu antene mai mari, au asigurat urmărirea continuă, pe parcursul Pământ-Lună și înapoi și în fazele lunare ale misiunii. Astăzi, aceste trei stații constituie Rețeaua pentru Spațiul Profund (Deep Space Network) a NASA: Goldstone Deep Space Communications Complex, lângă Goldstone, California, Madrid Deep Space Communication Complex, lângă Madrid, Spania și Canberra Deep Space Communication Complex, în Tidbinbilla, lângă Canberra, Australia.
Deși majoritatea stațiilor MSFN erau deținute de NASA, acestea au angajat multe persoane locale. De asemenea, NASA a contractat serviciile Observatorului Parkes din New South Wales, Australia, pentru a completa cele trei stații de spațiu profund, mai ales în timpul activității extravehiculare (Extra-Vehicular Activity, EVA) a misiunii Apollo 11, așa cum se arată în Publications of the Astronomical Society of Australia și se prezintă (cu umor și nu foarte exact) în filmul australian The Dish (Farfuria, cu referire la forma antenei observatorului). Observatorul Parkes nu este în proprietatea NASA; este și a fost întotdeauna proprietatea Organizației de Cercetare Științifică și Industrială a Commonwealth-ului (Commonwealth Scientific and Industrial Research Organization, CSIRO), o agenție de cercetare a guvernului australian.
Mai multe alte stații australiene, care nu mai fac parte din Deep Space Network, au fost de asemenea implicate în retransmiterea transmisiilor misiunilor Apollo. Stația de urmărire în spațiul profund a fost inițial Honeysuckle Creek Tracking Station. Carnarvon Tracking Station era una dintre cele mai mici și mai numeroase stații MSFN utilizate în principal pentru sprijinirea segmentelor din apropierea Pământului ale misiunilor Apollo, deși ea a retransmis de asemenea date de la experimentele desfășurate pe suprafața Lunii, ALSEP. Datorită locației sale pe coasta de vest a Australiei, Carnarvon a jucat un rol deosebit în fazele misiunii Apollo de înscriere pe traiectoria spre Lună (Trans Lunar Injection) și intrare în atmosferă (Atmospheric Reentry). Deakin Switching Centre a transmis emisiunile de televiziune din misiunile Apollo.
Ar fi fost relativ usor pentru NASA să evite folosirea Observatorului Parkes pentru recepția semnalelor de televiziune privind activitățile extravehiculare ale misiunii Apollo 11 prin programarea acestor activități la o dată anterioară, atunci când stația Goldstone ar fi putut oferi o acoperire completă.

### Apollo 8
- La 21 decembrie 1968, la ora 18:00 UT, astronomii amatori H.R. Hatfield, M.J. Hendrie, F. Kent, Alan Heath și M.J. Oates, din Marea Britanie, au fotografiat o descărcare de combustibil de la treapta treia, S-IVB, ejectată de racheta Saturn.[23]
- Observatorul Pic du Midi (în Pirineii francezi), Stația Catalina a Laboratorului lunar și planetar al Universității din Arizona, Observatorul Corralitos, New Mexico, Observatorul McDonald, al Universității din Texas și Observatorul Lick, al Universității din California au prezentat rapoarte ale observațiilor.[23]
- Dr. Michael Moutsoulas, de la Pic du Midi, a raportat o observație inițială în jurul orei de 17:10 UT pe 21 decembrie, a unui obiect cu magnitudinea de aproximativ 10, care se deplasa spre est în apropiere de locația prevăzută a lui Apollo 8. Acest eveniment poate fi relaționat cu jurnalul de zbor al lui Apollo 8, menționând că lansarea a avut loc la ora 07:51 EST, sau UT 12:51, pe 21 decembrie.[23]
- Justus Dunlap și alții, de la Observatorul Corralitos Observatory, au obținut peste 400 de imagini, dând locații foarte precise ale navei spațiale.[23]
- Telescopul Struve de 2,1 m de la Observatorul McDonald, a detectat între orele 01:50-2:37 UT, cel mai strălucitor obiect luminos, cu magnitudinea 15, cu lumină intermitentă repetată la un minut.[23]
- Observațiile de la Observatorul Lick Observatory au permis transmiterea unor imagini de televiziune "live", în timpul zborului de întoarcere, difuzate pe coasta de vest a Statelor unite prin intermediul postului KQED-TV.
- Un articol din numărul din martie 1969 al revistei Sky & Telescope conține mai multe rapoarte privind urmărirea optică a lui Apollo 8.[23]
- Primele observații de după lansare au venit de la stația din Maui a Observatorului Astrofizic Smithsonian (SAO), care a înregistrat aprinderea motoarelor rachetei pentru injecția pe traiectoria spre Lună, în jurul orei 15:44 UT, din ziua de 21 decembrie.
- Observatorul Table Mountain, o stație a Rețelei de Spațiu Profund din California, a raportat că a urmărit toate misiunile Apollo, cu excepția lui Apollo 17.[23]
- Bernard Scrivener, de la Honeysuckle Creek, a înregistrat 45–50 hours de conversații radio între Houston și Apollo 8.  Acestea sunt înregistrări radio brute, nu ceea ce s-a realizat pentru public de către NASA.[29]

### Apollo 10
- O listă a observațiilor privind Apollo 10 a fost publicată în articolul "Urmărirea optică a lui Apollo 10", din revista Sky & Telescope, numărul din iulie 1969, pp. 62–63.

### Apollo 11
- Directorul  Observatorului din Bochum (profesor Heinz Kaminski) a fost în măsură să furnizeze o confirmare a evenimentelor și a datelor, independentă atât de agenția spațială americană, cât și de cea rusă.[30]
- O compilație de observații a apărut în articolul "Observații asupra lui Apollo 11" în revista Sky and Telescope, numărul din noiembrie 1969, pp. 358–359.
- Stația Madrid Apollo, parte a Rețelei de Spațiu Profund, construită în Fresnedillas, lângă Madrid, Spania a urmărit Apollo 11.[31]
- Stația de Urmărire Goldstone, din California, a urmărit Apollo 11.[32]
- La Observatorul Jodrell Bank din the Marea Britanie, telescopul a fost utilizat pentru observarea misiunii, așa cum fusese utilizat anterior pentru Sputnik.[33] În același timp, oamenii de știință de la Jodrell Bank urmăreau Arhivat în 17 iulie 2009, la Wayback Machine. nava spațială sovietică fără echipaj Luna 15, lansată spre Lună cu 4 zile înainte lui Apollo 11.[34].  În iulie 2009, cu ocazia aniversării a 40 de ani de la prima debarcare pe Lună, a fost dată publicității înregistrarea făcută de radiotelescopul britanic Jodrell în timpul prăbușirii pe suprafața lunară a sondei Luna 15. Aceasta ar fi trebuit să aducă pe Pământ mostre de sol lunar, atenuând astfel impactul reușitei misiunii americane. În timpul urmăririi unei misiuni sovietice anterioare, Luna 9, echipa de la Jodrell a recepționat semnale provenite de la aceasta și a folosit un fax primitiv de la birourile ziarului Daily Express, din Manchester, pentru a imprima imaginile transmise din spațiu de nava sovietică.[35]
- Larry Baysinger, un technician de la postul de radio WHAS, din Louisville, Kentucky, a detectat și înregistrat independent transmisii între astronauții lui Apollo 11 pe suprafața Lunii și în modulul de comandă.[36]  Înregistrările făcute de Baysinger prezintă caracteristici comune cu cele ale înregistrărilor făcute la Observatorul din Bochum. Ambele înregistrări nu includ mesajele provenite de la centrul de control din Houston, mai exact, de la Capsule Communicator (CapCom) și nici bipurile asociate (Quindar tones), care se aud pe înregistrările audio ale NASA și se găsesc în transcrierile NASA privind Apollo 11. Baysinger și Observatorul din Bochum nu puteau recepționa decât semnalul provenind de pe Lună, nu și cel transmis de pe Pământ spre Lună.[30][37]

### Apollo 12

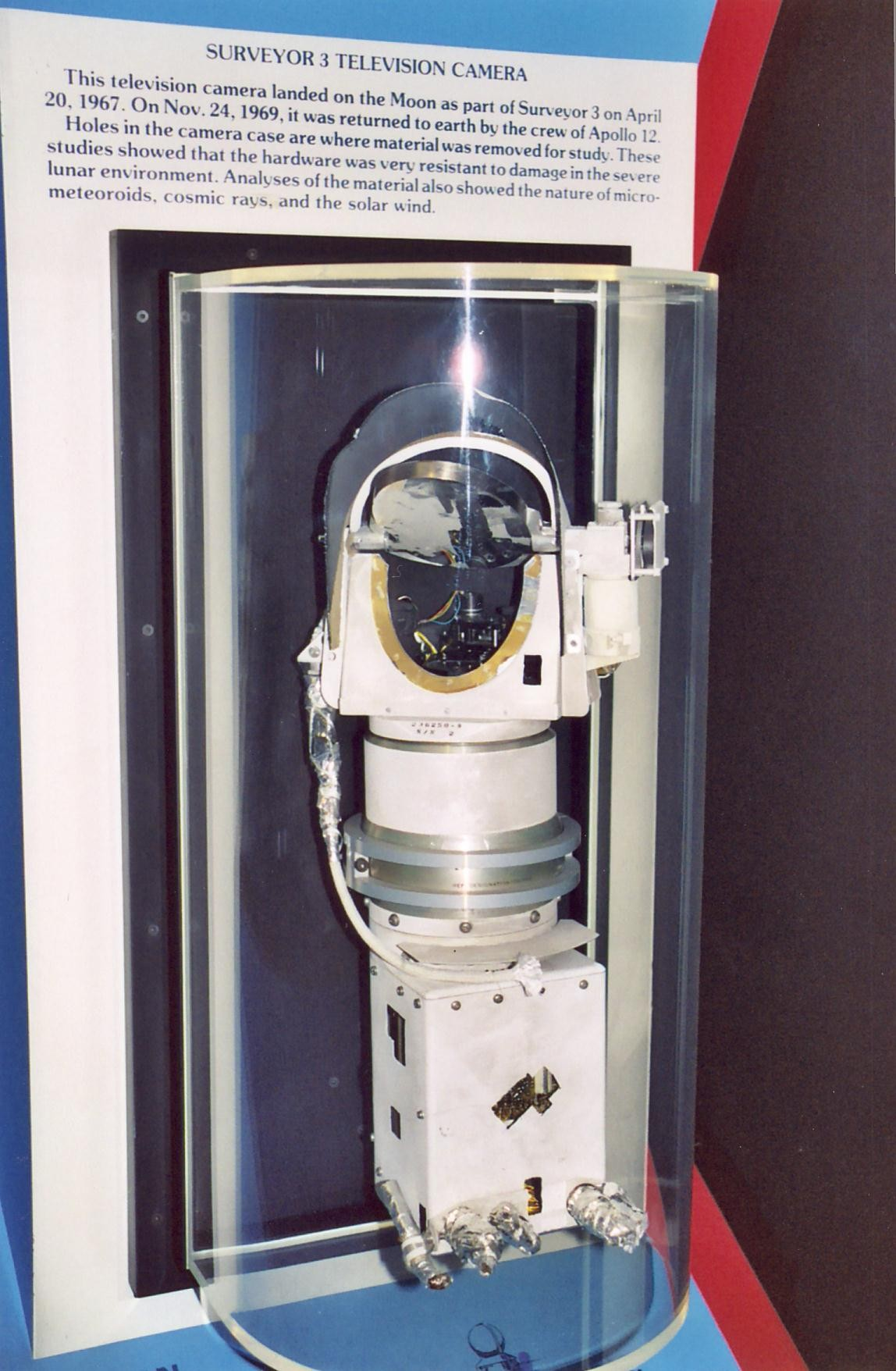
Camera de pe Surveyor 3, adusă înapoi de pe Lună de Apollo 12, expusă la National Air and Space Museum

Paul Maley raportează mai multe observări ale Modulului de Comandă al lui Apollo 12..
Piese ale lui Surveyor 3, care a aselenizat în aprilie 1967, au fost aduse înapoi pe Pământ de Apollo 12 în noiembrie 1969. Aceste specimene prezentau semnele expunerii la condițiile de pe Lună.

### Apollo 13
Jurnalul Observatorului Chabot înregistrează o aplicație a urmăririi optice în timpul fazelor finale ale zborului Apollo 13, la 17 aprilie 1970:
| “ | "Rachel, telescopul cu refracție, de 20 inch al Observatorului Chabot ajută la aducerea acasă a lui Apollo 13 și a echipajului acestuia. O ultimă aprindere a motoarelor modulului lunar a fost necesară înainte ca nava spațială "infirmă" să re-intre în atmosfera Pământului. Pentru a calcula ultima aprindere, NASA avea nevoie de o poziție precisă a navei spațiale, obținută numai prin observare telescopică. Toate observatoarele care ar fi putut face acest lucru erau obturate de nori, cu excepția Observatorului Chabot, din Oakland, de unde membri ai Societății Astronomice Eastbay urmăriseră zborurile spre Lună. Membrii EAS au primit un apel urgent de la NASA Ames Research Station și aceștia au pus telescopul observatorului la lucru. Ei au fost capabili să trimită datele necesare la Ames și astfel echipajul Apollo a fost în măsură să facă corecția necesară și să revină în siguranță pe Pământ, la acea dată, în 1970." | ” |

### Apollo 14
Elaine Halbedel, de la Observatorul Corralitos, a fotografiat Apollo 14.

### Apollo 15
Paul Wilson și Richard T. Knadle, Jr. au recepționat transmisii de voce de la Modulul de Comandă, aflat pe orbita circumlunară, în dimineața zilei de 1 august 1971.  Într-un articol pentru revista QST ei au furnizat o descriere detaliată a muncii lor, însoțită de fotografii.

### Apollo 16
Observatorul Jewett, al Universității de Stat din Washington a raportat observări ale lui Apollo 16.
Honeysuckle Creek a urmărit Apollo 16 și a înregistrat coloana sonoră a aselenizării.
Cel puțin doi radioamatori, W4HHK și K2RIW, au raportat recepționarea semnalelor radio de la Apollo 16 cu echipament construit artizanal.
Observatorul Bochum din Germania a urmărit și a recepționat semnale de televiziune de la Apollo 16. Imaginea a fost re-înregistrată în alb-negru în standardul TV 625 linii/25 cadre pe o bandă video de 2 inch folosind unica lor mașină quad. Transmisiile sunt doar ale astronauților și nu conțin nicio voce de la Houston, deoarece semnalul recepționat venea numai de pe Lună. Benzile video sunt păstrate la observator.

### Apollo 17
Sven Grahn descrie mai multe observări ale lui Apollo 17 de către amatori.

## Planuri
Pe măsură ce sunt construite noi facilități de cercetare, precum stații orbitale și telescoape, se ridică întrebarea dacă se pot vedea obiecte de pe Lună, aparținând misiunilor Apollo.
- În 2002, astronomii au sugerat utilizarea celui mai mare telescop terestru (Very Large Telescope) pentru investigarea locurilor de aselenizare.[46]